# Camden Town (Metropolitano de Londres)
Camden Town é uma estação do Metropolitano de Londres na linha Northern. É um entroncamento importante para a linha, pois é onde os ramais Edgware e High Barnet se fundem a partir do norte, e também é onde elas se dividem ao sul nos ramais Bank e Charing Cross para a viagem pelo Centro de Londres. É particularmente movimentado com visitantes do Mercado de Camden nos fins de semana e, até 2019, era apenas para saída aos domingos para evitar a superlotação.

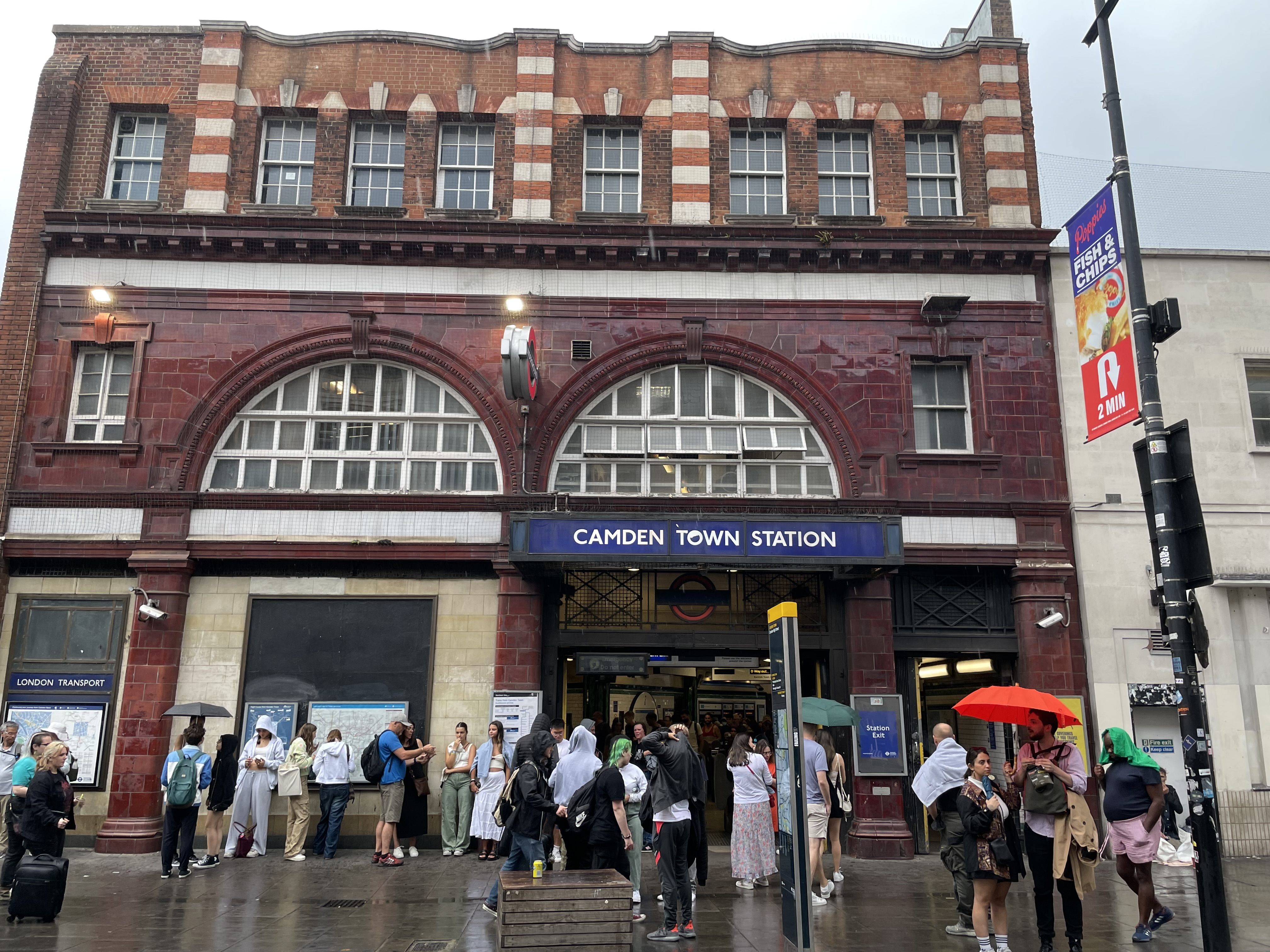
Entrada da estação de metrô Camden Town vista da Camden High Street

No sentido norte, as próximas estações são Chalk Farm no ramal de Edgware e Kentish Town no ramal de High Barnet. No sentido sul, as próximas estações são Euston no ramal Bank e Mornington Crescent no ramal Charing Cross. A estação está na Zona 2 do Travelcard.

## Locais próximos
- Camden Town
- Chalk Farm
- Kentish Town
- Regent's Park
- Zoológico de Londres
- Somers Town